# スパルカッセン・カップ
スパルカッセン・カップ（Sparkassen Cup）は、毎年9月下旬にドイツ・ライプツィヒで開催されていたWTAテニストーナメントである。1990年から2003年まで行われた。
第1回はドイツ再統一直前の1990年9月24日から30日まで開催された。

## 大会歴代優勝者

### シングルス
| 年   | 優勝者                 | 準優勝者                         | 決勝結果           |
| ---- | ---------------------- | -------------------------------- | ------------------ |
| 1990 | シュテフィ・グラフ     | アランチャ・サンチェス・ビカリオ | 6–1, 6–1           |
| 1991 | シュテフィ・グラフ     | ヤナ・ノボトナ                   | 6–3, 6–3           |
| 1992 | シュテフィ・グラフ     | ヤナ・ノボトナ                   | 6–3, 1–6, 6–4      |
| 1993 | シュテフィ・グラフ     | ヤナ・ノボトナ                   | 6–2, 6–0           |
| 1994 | ヤナ・ノボトナ         | マリー・ピエルス                 | 7–5, 6–1           |
| 1995 | アンケ・フーバー       | マグダレナ・マレーバ             | 不戦勝             |
| 1996 | アンケ・フーバー       | イバ・マヨリ                     | 5–7, 6–3, 6–1      |
| 1997 | ヤナ・ノボトナ         | アマンダ・クッツァー             | 6–2, 4–6, 6–3      |
| 1998 | シュテフィ・グラフ     | ナタリー・トージア               | 6–3, 6–4           |
| 1999 | ナタリー・トージア     | クベタ・ペシュケ                 | 6–1, 6–3           |
| 2000 | キム・クライシュテルス | エレーナ・リホフツェワ           | 7–6(8–6), 4–6, 6–4 |
| 2001 | キム・クライシュテルス | マグダレナ・マレーバ             | 6–1, 6–1           |
| 2002 | セリーナ・ウィリアムズ | アナスタシア・ミスキナ           | 6–3, 6–2           |
| 2003 | アナスタシア・ミスキナ | ジュスティーヌ・エナン＝アーデン | 3–6, 6–3, 6–3      |

### ダブルス
| 年   | 優勝者                                                  | 準優勝者                                        | 決勝結果           |
| ---- | ------------------------------------------------------- | ----------------------------------------------- | ------------------ |
| 1990 | グレッチェン・メジャーズ リセ・グレゴリー               | マノン・ボーラグラフ ジョー・デュリー           | 6–2, 4–6, 6–3      |
| 1991 | マノン・ボーラグラフ イサベル・デモンジョー             | ジル・ヘザリントン キャシー・リナルディ         | 6–4, 6–3           |
| 1992 | ラリサ・サブチェンコ＝ネーランド ヤナ・ノボトナ         | パティ・フェンディック アンドレア・ストルナドバ | 7–5, 7–6(7–4)      |
| 1993 | ナターシャ・ズベレワ ジジ・フェルナンデス               | ラリサ・ネーランド ヤナ・ノボトナ               | 6–3, 6–2           |
| 1994 | パティ・フェンディック メレディス・マグラス             | ラリサ・ネーランド マノン・ボーラグラフ         | 6–4, 6–4           |
| 1995 | ラリサ・ネーランド メレディス・マグラス                 | ブレンダ・シュルツ＝マッカーシー カロリネ・ビス | 6–4, 6–4           |
| 1996 | クリスティ・ボーグルト ナタリー・トージア               | ミリアム・オレマンス サビーネ・アペルマンス     | 6–4, 6–4           |
| 1997 | マルチナ・ヒンギス ヤナ・ノボトナ                       | ヤユク・バスキ ヘレナ・スコバ                   | 6–2, 6–2           |
| 1998 | 杉山愛 エレーナ・リホフツェワ                           | マノン・ボーラグラフ イリナ・スピールリア       | 6–3, 6–7(2–7), 6–1 |
| 1999 | ラリサ・ネーランド マリー・ピエルス                     | 杉山愛 エレーナ・リホフツェワ                   | 6–4, 6–3           |
| 2000 | アン＝ゲイル・シド アランチャ・サンチェス・ビカリオ     | キム・クライシュテルス ローレンス・クルトワ     | 6–7(6–8), 7–5, 6–3 |
| 2001 | ナタリー・トージア エレーナ・リホフツェワ               | クベタ・ヘルドリコバ バーバラ・リットナー       | 6–4, 6–2           |
| 2002 | セリーナ・ウィリアムズ アレクサンドラ・スティーブンソン | ヤネッテ・フサロバ パオラ・スアレス             | 6–3, 7–5           |
| 2003 | マルチナ・ナブラチロワ スベトラーナ・クズネツォワ       | エレーナ・リホフツェワ ナディア・ペトロワ       | 3–6, 6–1, 6–3      |